# 527
Évszázadok: 5. század – 6. század – 7. század
Évtizedek: 470-es évek – 480-as évek – 490-es évek – 500-as évek – 510-es évek – 520-as évek – 530-as évek – 540-es évek – 550-es évek – 560-as évek – 570-es évek
Évek: 522 – 523 – 524 – 525 –  526 – 527 – 528 – 529 – 530 – 531 – 532

## Események

### Bizánci Birodalom
- Az idős, demenciában szenvedő Iusztinosz császár egészsége megrendül és formálisan is társuralkodóvá nevezi ki unokaöccsét, Iusztinianoszt. Az uralkodó augusztus 1-én meghal és Iusztinianosz lép a trónra.
- Az új császár Belisariust nevezi ki a keleti hadak főparancsnokává. A bizánci-perzsa háborúban az utóbbiaknak kedvez a hadiszerencse, leverik az ibériai lázadást és a bizánciak támadása Niszibisz ellen kudarcot vall.

### Európa
- Britanniában a szász Æscwine megalapítja Essex királyságát.
- Cerdic wessexi király Chearsley-nél legyőzi a briteket.

### Távol-Kelet
- Japánban Kjúsú északi részén Ivai kormányzó fellázad a császár ellen és megakadályozza hogy az segítséget küldjön koreai vazallusának, Pekcsének, amelyet a szomszédos Silla fenyeget. Keitai császár Mononobe no Arakabit küldi a felkelés leverésére.
- Silla királya, Pophung államvallássá teszi a buddhizmust, miután a szándékos provokáció miatt kivégzett buddhista udvaronca, Icshadon halálakor állítólag csoda történik és vére fehéren fröccsen ki a nyakából.
- A dél-kínai Liang-dinasztia császára, Vu demonstrálja buddhista hitét és három napra visszavonul egy kolostorba.

## Halálozások
- augusztus 1. – I. Iusztinosz, bizánci császár

## Fordítás
- Ez a szócikk részben vagy egészben  a(z)   527 című angol Wikipédia-szócikk ezen változatának fordításán alapul.  Az eredeti cikk szerkesztőit annak laptörténete sorolja fel. Ez a jelzés csupán a megfogalmazás eredetét és a szerzői jogokat jelzi, nem szolgál a cikkben szereplő információk forrásmegjelöléseként.